# Polip (žarnjaci)
Polipima se u zoologiji naziva jedan morfološki oblik koji neki žarnjaci imaju tijekom razvoja do odraslog oblika meduze, dok je kod drugih trajan. Tijelo polipa ima oblik šuplje cjevčice i na jednom kraju završava usnim otvorom okruženim lovkama. Na drugom kraju tijelo polipa završava tzv. bazalnom pločicom kojom je čvrsto prihvaćen za podlogu. Usprkos tomu neke vrste mogu se kretati vrlo polako, do 2 cm dnevno. Polipi imaju izvanredne sposobnosti regeneriranja. Tako se od jedne prepolovljene jedinke ponovo oblikuju dvije potpune jedinke. To svojstvo čini ih krajnje zanimljivim za medicinska istraživanja.
Polipoidni oblici javljaju se kod režnjaka i obrubnjaka (skifopolipi i hidropolipi) i u tim skupinama su bespolna generacija, dok su u skupini koralja (Antozoa) jedini životni oblik. Mogu živjeti samostalno ili u kolonijama.
Kod polipa su sve lovke usmjerene prema gore. Žarnjaci koji žive u kolonijama, kao kamenorožni koralji (Sceractinia) i meki koralji (Alcyonacea) sastoje se od više tisuća pojedinačnih polipa koji su u bazi međusobno srašteni i neprekidno se razmnožavaju pupanjem. Kolonije polipa mogu čak graditi kompleksne organizme kao što je po svojoj otrovnosti poznata portugalska lađica.
Koraljima su polipi jedini morfološki oblik. Kod režnjaka i obrubnjaka je, uz meduze jednako važan oblik i polip.